# 阿法纳西·伊万诺维奇·贝顿
阿法纳西·伊万诺维奇·贝顿（俄语：Афанасий Иванович Бейтон，？年？月？日—1701年？月？日），普鲁士裔，是俄国军官。1685年担任阿列克谢·拉里奥诺维奇·托尔布津的副手，参与指挥了雅克萨战役。